# Pfarrkirche Koppl

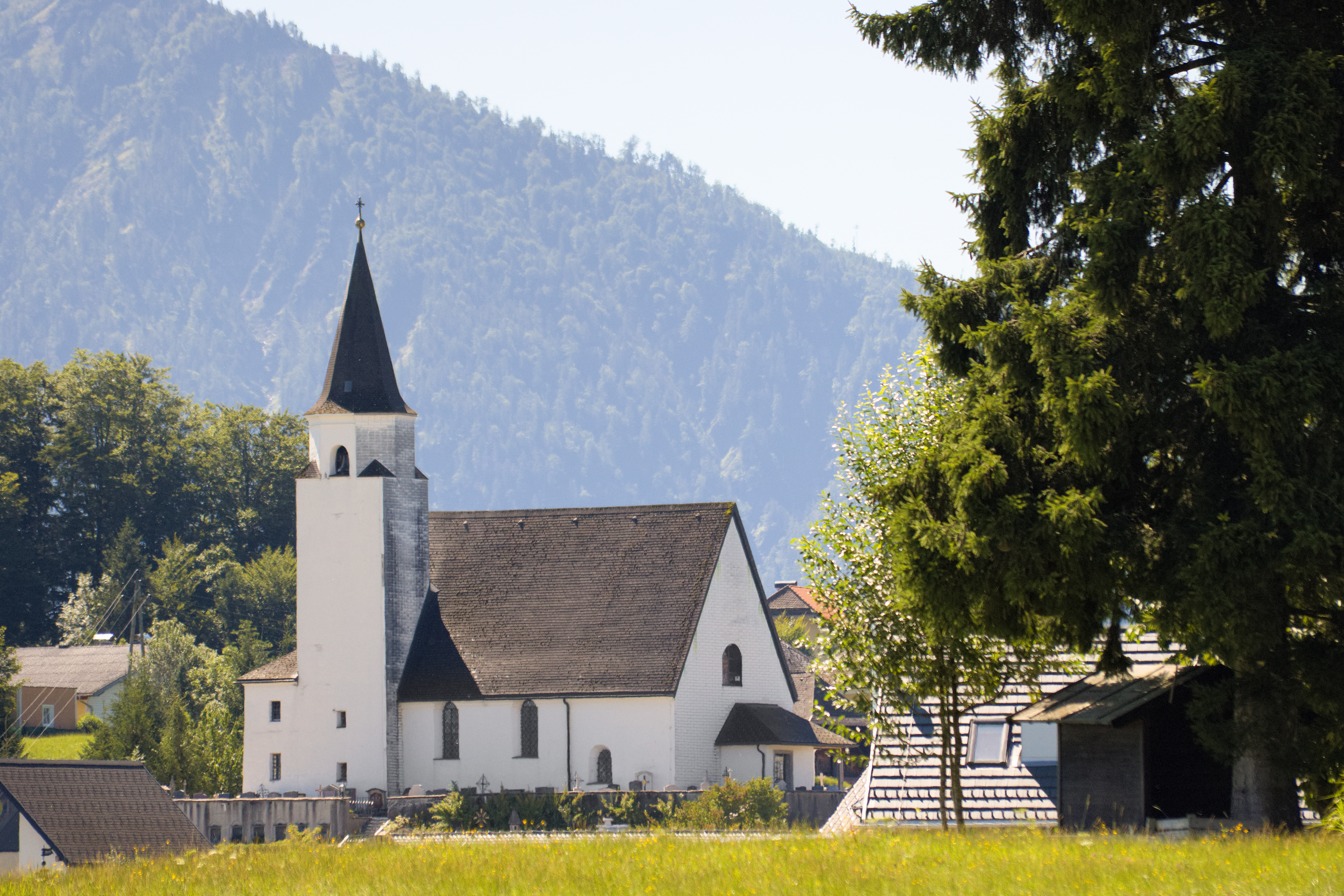
Katholische Pfarrkirche hl. Jakobus der Ältere in Koppl

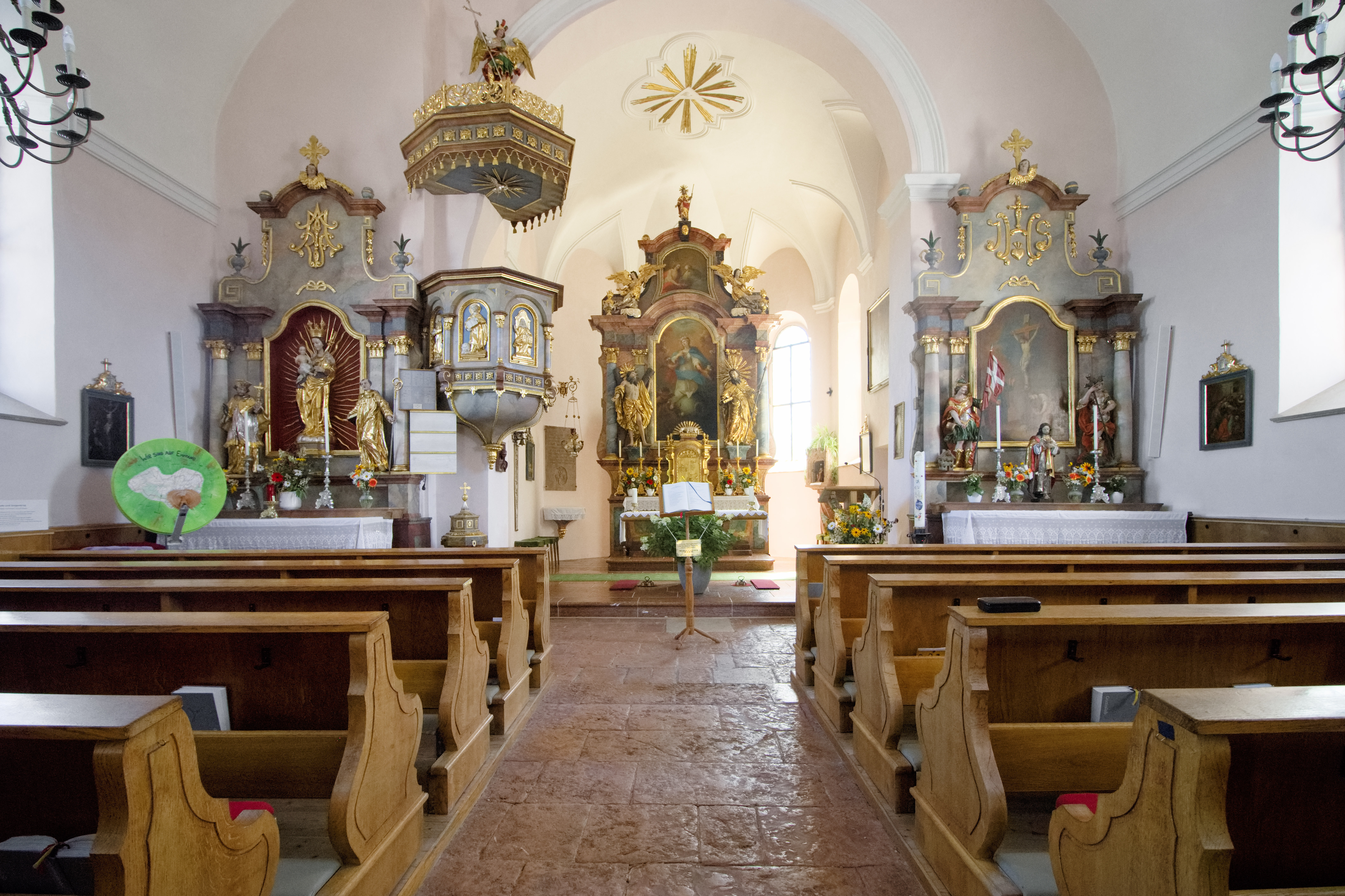
Blick zum Altar

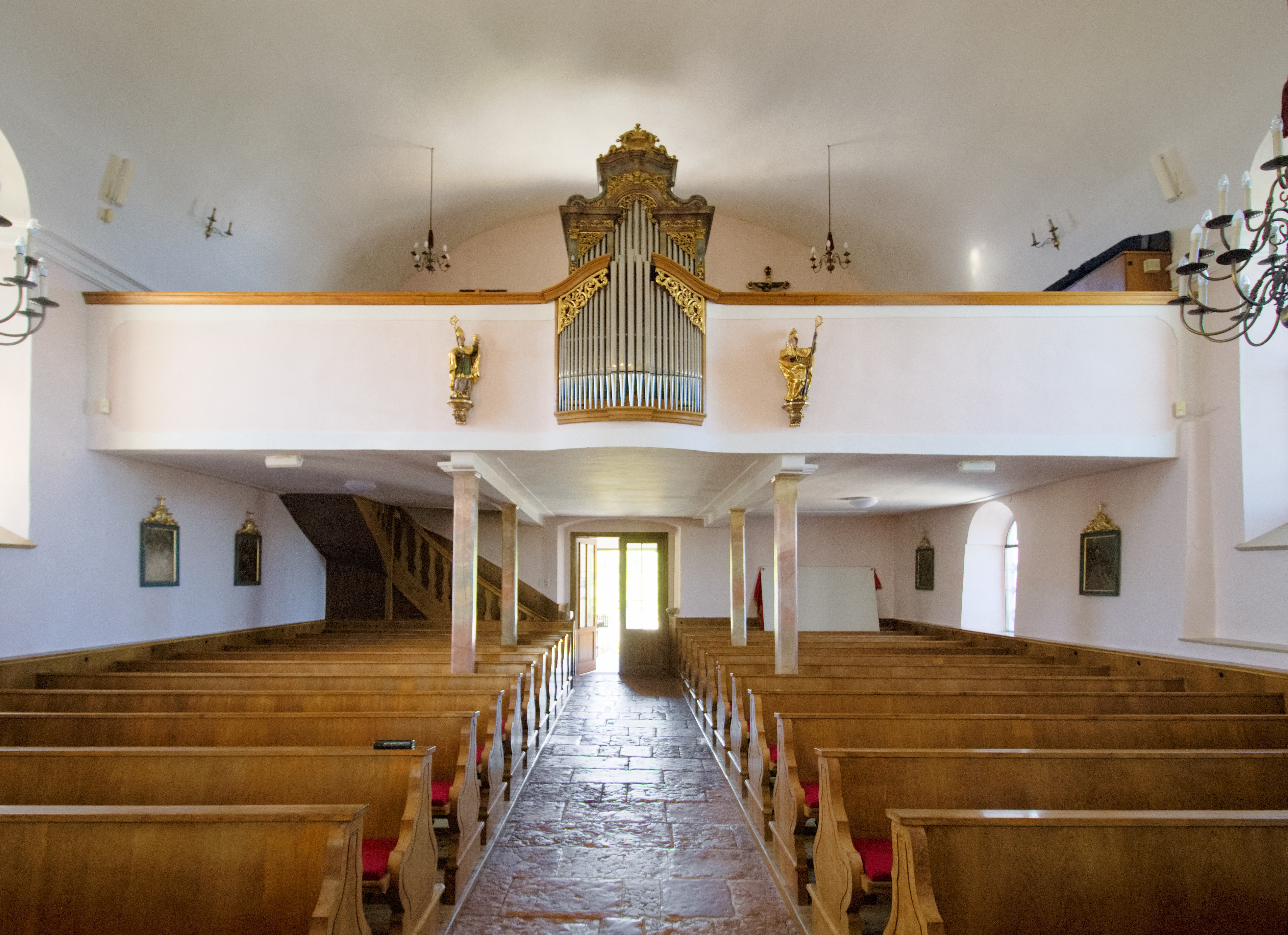
Blick zur Empore

Die römisch-katholische Pfarrkirche Koppl steht auf einem steil abfallenden Hügel in der Ortsmitte der Gemeinde Koppl im Bezirk Salzburg-Umgebung im Land Salzburg. Die dem Patrozinium Heiliger Jakobus der Ältere unterstellte Pfarrkirche gehört zum Dekanat Thalgau in der Erzdiözese Salzburg. Die Kirche steht unter Denkmalschutz (Listeneintrag).

## Geschichte
Urkundlich wurde 1511 eine Kirche genannt. Nach einem Brand 1816 wurde die Kirche bis 1820 wiederaufgebaut. 1970/1971 war eine Restaurierung.
Die Pfarre Koppl wurde 1859 gegründet. Bereits 1823/24 hatte Joseph Mohr, der Texter des Weihnachtsliedes Stille Nacht heilige Nacht als Vikar gewirkt. 

## Architektur
Der einschiffige Kirchenbau mit einem Nordturm ist von einem Friedhof umgeben.
Das Kirchenäußere zeigt ein Langhaus und einen Chor, im Kern aus dem Anfang des 16. Jahrhunderts, mit einem abschließenden Kaffgesims, die Westfront hat einen Giebel, der Chor hat einen polygonalen Schluss, das spitzbogige Chorfenster in der Längsachse ist vermauert, die übrigen Fenster der Kirche sind barock. Im Norden des Chores steht der ungegliederte Chorflankenturm aus dem 16. Jahrhundert, er hat einen oktogonalen Aufsatz und trägt einen Spitzhelm. Östlich schließt ein zweigeschoßiger Sakristeianbau an. Im Süden des Langhauses steht ein eingeschoßiger Anbau, das Portal zeigt die Jahresangabe 1929, das im Inneren in die Kirche führende Südportal ist vermauert.
Das Kircheninnere zeigt ein Langhaus unter einem Tonnengewölbe aus der Zeit um 1820 und einen eingezogenen Chor, ehemals wohl einjochig mit einem Fünfachtelschluss, die Rippen fehlen. Der südliche Anbau beinhaltet im Westen eine Priestergrabkapelle mit einem Kreuzgewölbe und im Osten eine Rundnische mit der barocken Figur des dornengekrönten Christus.

## Einrichtung
Die Altaraufbauten entstanden alle um 1820. Der Hochaltar zeigt das Altarblatt Immaculata und das Aufsatzbild Gottvater und Christus, beide von Franz Xaver Hornöck 1820, und trägt die seitlichen Konsolfiguren der Heiligen Andreas und Thomas und im Aufsatz hl. Jakobus der Ältere, alle aus 1726.
Das Orgelgehäuse entstand im 18. Jahrhundert. Eine Glocke aus 1801 wurde aus der Au-Kapelle hierher übertragen.
In der östlichen Kapellennische, dem sog. Andachtsraum, wird ein Tauf- und Sterberegister mit Eintragungen von Joseph Mohr gezeigt.

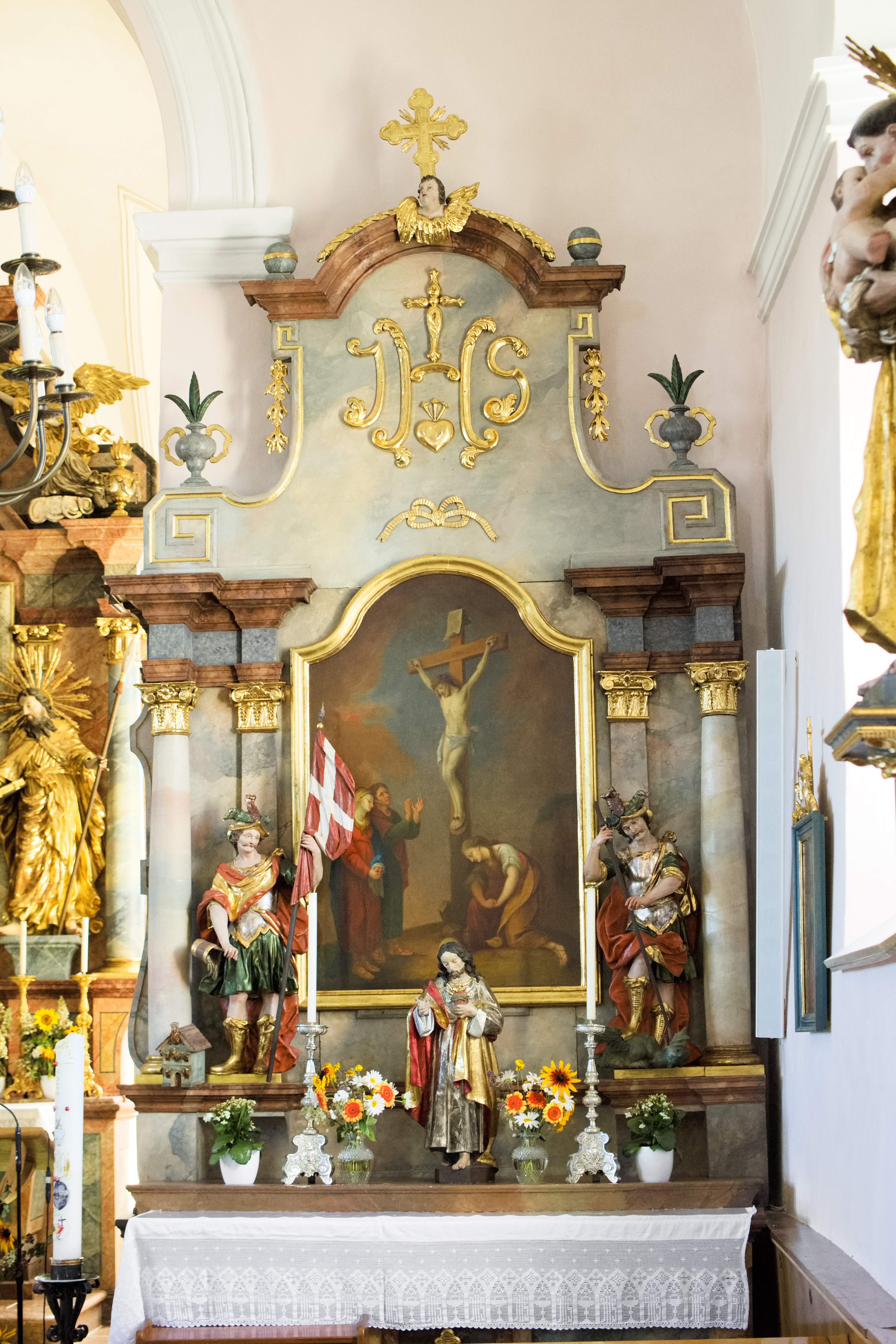
Rechter Seitenaltar
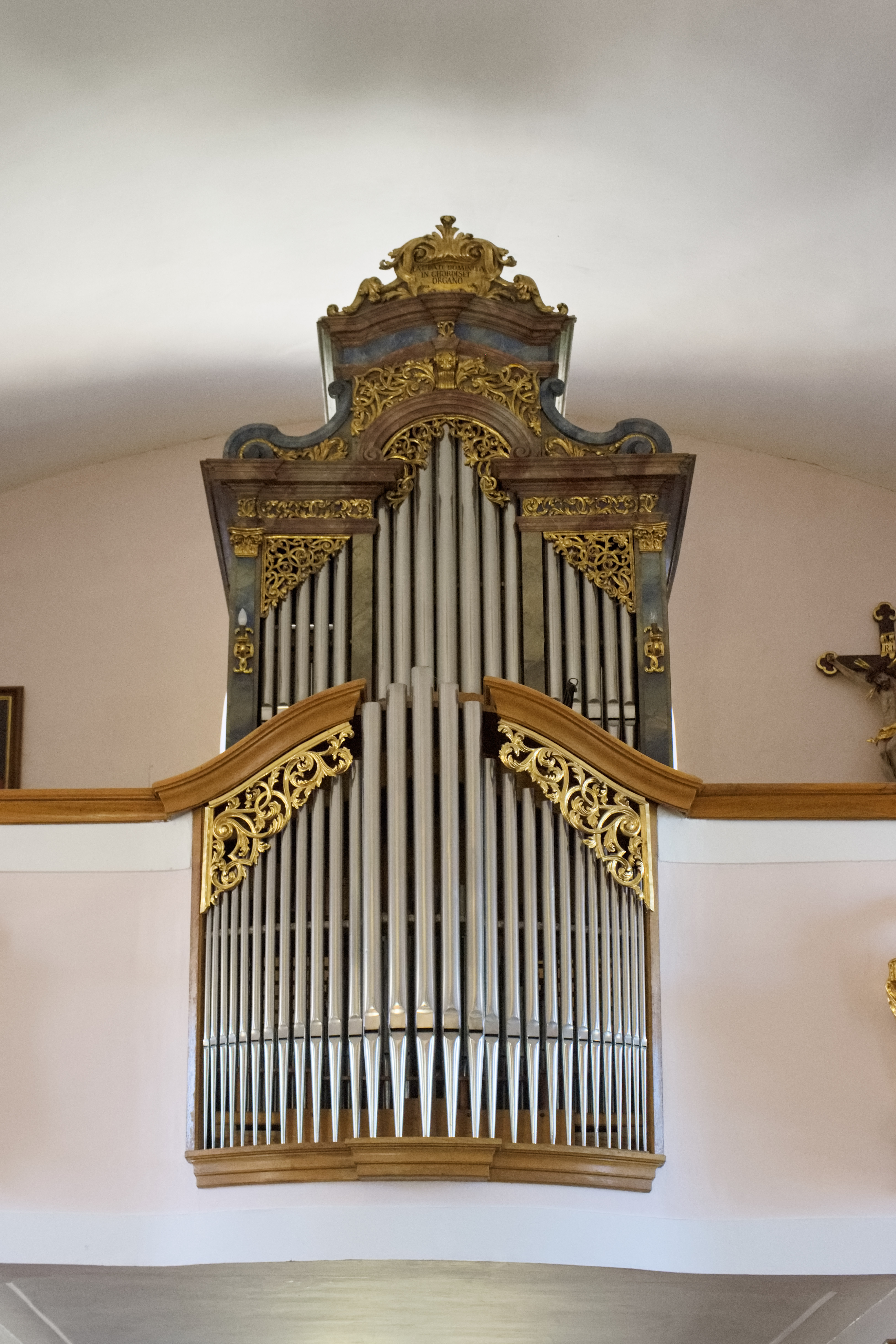
Orgel
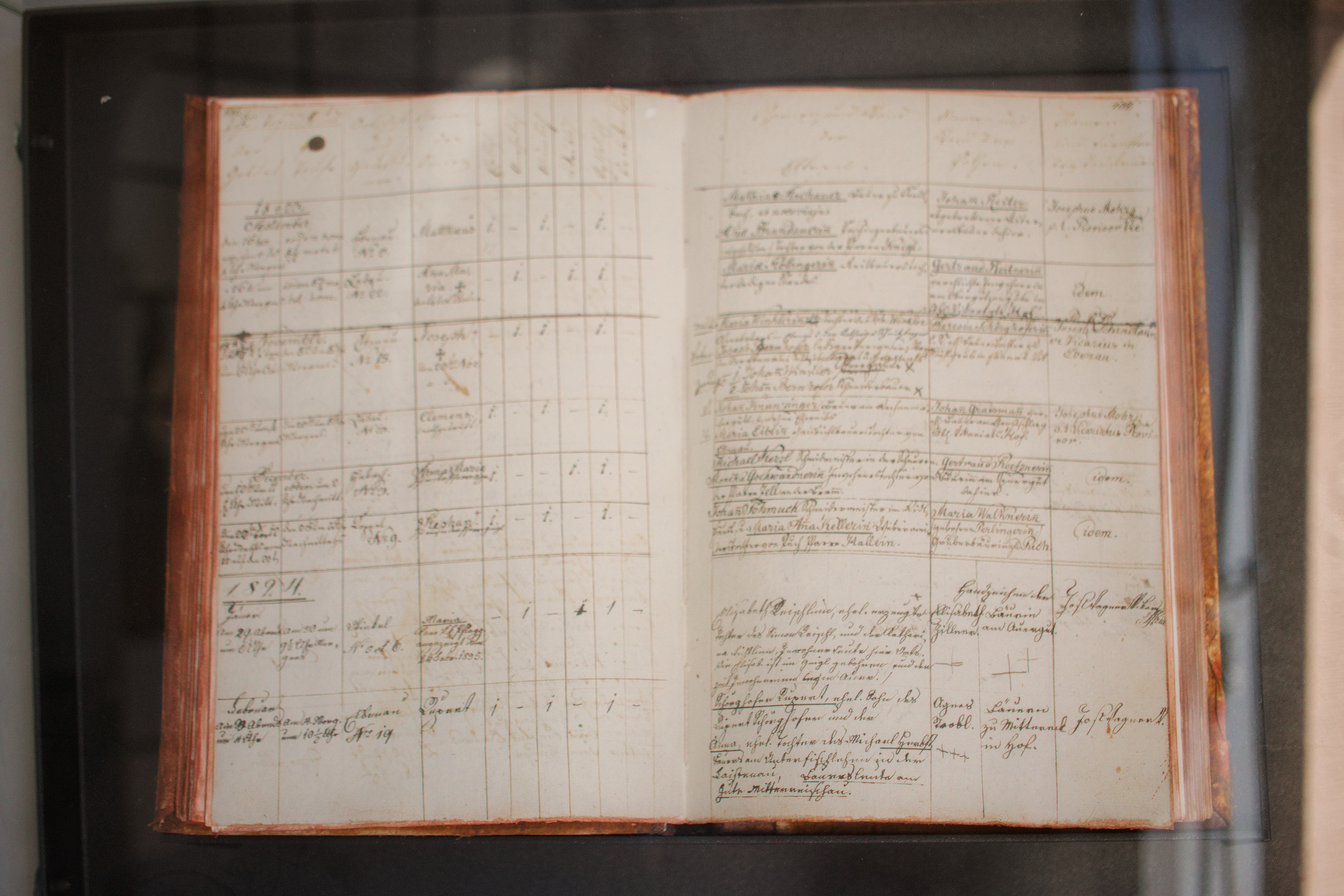
Eintragungen von Joseph Mohr in das Tauf- und Sterberegister
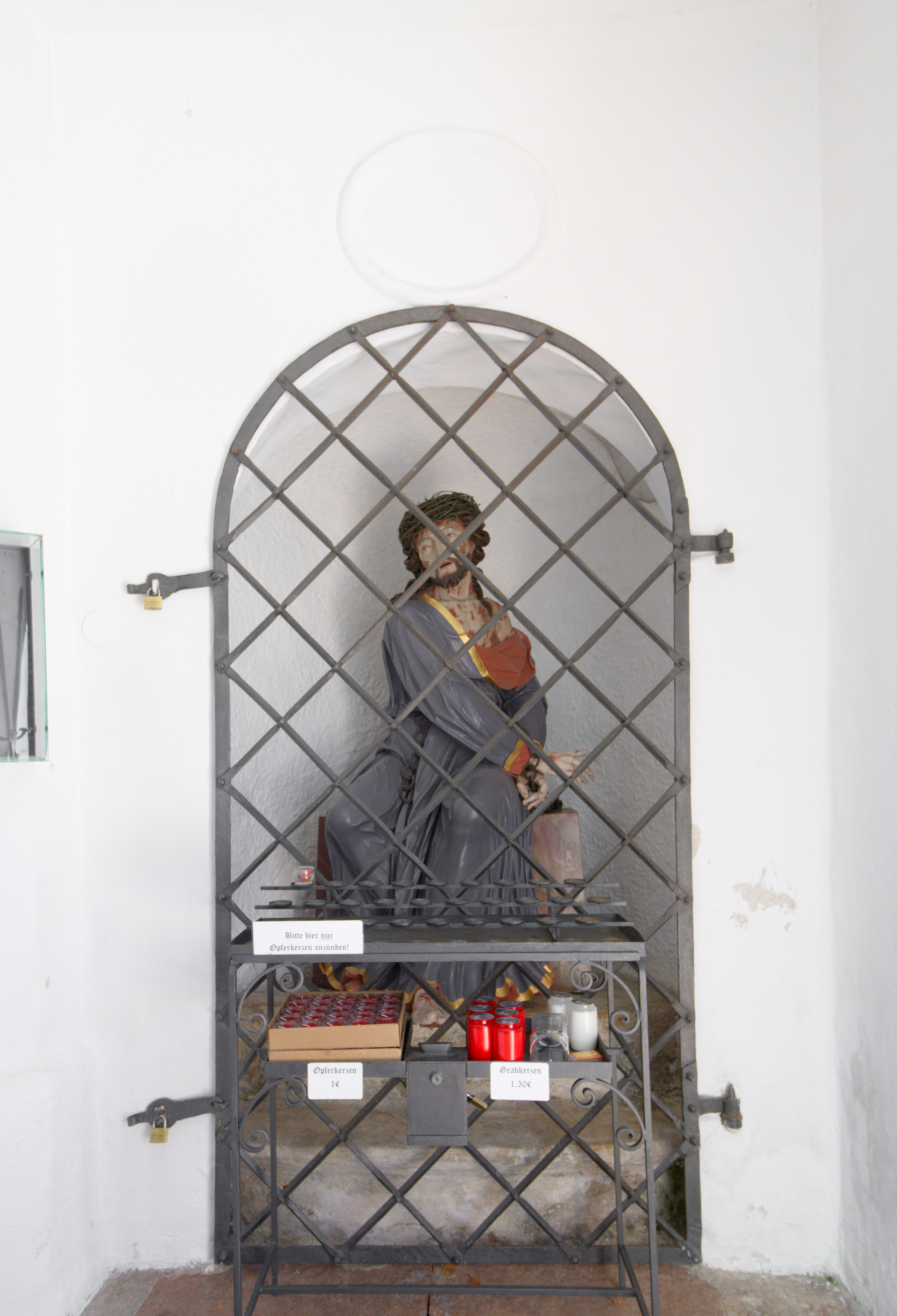
Dornengekrönter Jesus